# اوسترولووسکی ویزد
اوسترولووسکی ویزد (به چکی: Ostrolovský Újezd) یک منطقهٔ مسکونی در جمهوری چک است که در شهرستان چسکه بودیوویتسه واقع شده‌است. اوسترولووسکی ویزد ۳٫۸۳ کیلومتر مربع مساحت و ۱۱۴ نفر جمعیت دارد و ۴۷۱ متر بالاتر از سطح دریا واقع شده‌است.